# Haeterius ottomanus
Haeterius ottomanus är en skalbaggsart som beskrevs av Miłosz A. Mazur 1981. Haeterius ottomanus ingår i släktet Haeterius och familjen stumpbaggar. Inga underarter finns listade i Catalogue of Life.